# Poeketi Airstrip
Poeketi Airstrip (ICAO: SMPE) is een airstrip bij Poeketi in het Surinaamse district Sipaliwini.
Het vliegveld ligt ongeveer vijf kilometer ten oosten van dat van Drietabbetje.